# Mostra Internacional Folklòrica de Sóller
Mostra Internacional Folklòrica de Sóller és una manifestació folklòrica internacional anual celebrada a Sóller des de 1980, sense afany de lucre, que arreplega grups d'arreu del món. Aquesta mostra no tan sols té la intenció d'oferir un espectacle, sinó que també vol ser una manifestació de germanor entre els diferents pobles que hi participen. Així, els grups, encara que facin espectacles de cara al públic, també tenen intercanvis culturals entre si, per tal d'ampliar els coneixements mutus.
D'aquesta manera, a més de les actuacions, s'organitzen seminaris sobre diversos aspectes de les cultures que hi prenen part. Es tracta de descobrir i conèixer altres maneres d'expressar-se col·lectivament, altres tradicions populars i sobretot altres maneres de viure i conviure.
L'agrupació folklòrica Aires Sollerics, fundada el 1969 amb la intenció de recuperar i donar a conèixer les cançons i els balls tradicionals de la Vall, va ser la que impulsà la creació de la mostra el 1980. Des de llavors, durant 8 dies dels mesos d'estiu, se celebra, cada vegada amb més èxit i més repercussió social.
A més d'actuacions públiques a la plaça Constitució de Sóller, també fan actuacions a altres indrets de l'illa. Així han fet actuacions al Teatre Principal de Palma, al Parc de la Mar i a altres municipis. Hi han participat agrupacions provinents de nombroses regions d'Espanya i de diferents països d'Europa, Àsia, Àfrica i Amèrica.
Des de 1982, és membre de la Confederació Internacional d'Organització de Festivals Folklòrics i de les Arts Tradicionals (CIOFF), associada a les Nacions Unides per l'Educació, la Ciència i la Cultura (UNESCO). El 2004 va rebre el Premi Ramon Llull.